# Oncorhynchus aguabonita
Oncorhynchus aguabonita és una espècie de peix de la família dels salmònids i de l'ordre dels salmoniformes.

## Morfologia
- Els mascles poden assolir 71 cm de longitud total[4] i 4.980 g de pes.[5][6]

## Reproducció
És ovípar i els ous són colgats sense protecció.

## Subespècies
- Oncorhynchus aguabonita gilberti
- Oncorhynchus aguabonita aguabonita[6]

## Hàbitat
Viu en zones d'aigües dolces temperades (37°N-36°N).

## Distribució geogràfica
Es troba a Nord-amèrica: conca del riu Kern (Califòrnia, Estats Units).

## Longevitat
Pot arribar a viure 7 anys.

## Observacions
Forma part de la pesca esportiva.